# Bečov nad Teplou
Bečov nad Teplou é uma cidade checa localizada na região de Karlovy Vary, distrito de Karlovy Vary‎.